# 리처드 구드

리처드 구드(Richard Goode, 1943년 6월 1일 ~ )는 모차르트 와 베토벤에 대한 해석으로 특히 유명한 미국의 클래식 피아니스트이다.
구드는 뉴욕주 이스트 브롱크스에서 태어났다. 그는 Elvira Szigeti, 클로드 프랑크, 나디아 로젠버그와 함께 피아노를 공부했으며 펜실베니아주 필라델피아에 있는 커티스 음악원에서 루돌프 제르킨과 미에치슬라프 호르초프스키에게 피아노를 배웠다.
그는 오르페우스 챔버 오케스트라 와 여러 모차르트 피아노 협주곡과 슈베르트, 슈만, 브람스, 바흐의 음악을 포함하여 많은 녹음을 했다. 구드는 베토벤 피아노 소나타 전곡 을 녹음한 최초의 미국 태생 피아니스트였다. 그는 세계 유수의 공연장에 정기적으로 출연한다. 그는 Carlos Chávez, George Perle, Robert Helps 등이 그를 위해 쓴 작품을 초연했다. 그의 실내악 파트너로는 Dawn Upshaw, Richard Stoltzman 및 Alexander Schneider 가 있다.
1999년부터 2013년까지 그는 우치다 미쓰코와 함께 말보로 음악 학교와 페스티벌의 예술 공동 감독이었다.